# Ane Alencar
Ane Auxiliadora Costa Alencar (* in Belém, Pará) ist eine brasilianische Geografin und Umweltwissenschaftlerin.

## Leben
Alencar erwarb 1995 ihren Bachelor-Abschluss in Geografie an der Universidade Federal do Pará (UFPA). Drei Jahre später begann sie ein Studium an der Boston University in den USA, das sie 2000 mit dem Master in Umweltfernerkundung und Geoinformationssystemen abschloss. Ihren Doktortitel in Forstwissenschaften und Naturschutz erlangte sie 2010 nach fünfjähriger vorbereitender Forschung an der University of Florida mit einer Dissertation über Waldbrände im Amazonasgebiet und deren Auswirkungen auf die Kohlendioxid-Emissionen.

## Wirken
Alencar ist Wissenschaftsdirektorin am Instituto de Pesquisa Ambiental da Amazônia (IPAM), dem brasilianischen Institut für Amazonas- und Umweltforschung in Belém. Ihr Hauptforschungsgebiet ist das Verständnis der Auswirkungen des Klimawandels und der durch Abholzung verursachten Waldfragmentierung auf das Auftreten und die Zunahme von Waldbränden im brasilianischen Amazonasgebiet. Sie koordiniert Initiativen des IPAM zur Entwicklung von Systemen zur Überwachung von Kohlenstoffvorräten in Wäldern sowie zum Verlust dieser Vorräte. Zudem überwacht sie die Entwaldung, um die Entwicklung von REDD-Projekten (Reducing Emissions from Deforestation and Forest Degradation) zu unterstützen.
In Interviews betont Alencar die Rolle des Klimawandels bei der Verschärfung von Dürreperioden und deren Auswirkungen auf die Häufigkeit und Intensität von Waldbränden. Sie weist darauf hin, dass nahezu alle Brände im Amazonasgebiet von Menschen verursacht werden, oft im Zusammenhang mit landwirtschaftlichen Aktivitäten und illegaler Abholzung. Sie betont, dass Dürreperioden wie ein Brandbeschleuniger wirken und die Ausdehnung der Brände extrem verstärken.
Ane Alencar hat in internationalen Medien auf die Zunahme von Waldbränden im Amazonasgebiet hingewiesen und die Besorgnis über die steigende Anzahl von Bränden geäußert. Sie bezeichnete den Anstieg der Brände als „schreckliches Zeichen“ und warnte vor den noch schwierigeren Monaten August und September.